# Guy Depière
Guy Depière est un éditeur et auteur de bande dessinée belge. Connu pour être un artiste publicitaire, il se tourne dans les années 1940 vers l'édition de magazines de bandes dessinées comme Bimbo et Jeep. Réalisant la plupart du contenu lui-même, en utilisant parfois les pseudonymes d'Oncle Guy et Guy de Falais, il crée sa maison d'édition Studio Guy, recrutant des auteurs comme Fred Funcken, Marcel Moniquet, Maurice Tillieux, Fernand Cheneval et Fernand Dineur.

## Biographie
Les sources sur Guy Depière - souvent orthographié à tort Guy Depierre - ne disent rien de sa naissance, ni de sa jeunesse. 

### Studio Guy
Guy Depière est un publicitaire bruxellois dont le studio dénommé Studio Guy est situé 28 rue de la Croix à Ixelles, une commune bruxelloise. Selon Frans Lambeau, il jouit d'une excellente réputation dans son milieu professionnel. Lorsque la Seconde Guerre mondiale éclate, il est réduit à l'inactivité par le conflit. Il se convertit en éditeur d'illustrés pour enfants en gardant la même appellation commerciale.

### Aventures illustrées Bimbo
Vers octobre 1940, il lance le premier magazine de Studio Guy sous le titre Aventures illustrées - Bimbo. C'est un journal hebdomadaire de huit pages, entièrement écrit, dessiné, édité et publié par Depière dont il publie également une version néerlandaise Bimbo Geïllustreerde Avonturen. Le personnage emblématique du magazine est Oncle Bimbo, un éléphant anthropomorphe, qui est accompagné dans ses aventures par le lièvre Romarin et la souris Miksy. Dès, octobre 1940, il est rejoint par Valentin Dufrasne venu pour l'assister sur ses créations. Après quelques numéros, le jeune dessinateur Fred Funcken rejoint Depière en 1942 dans sa production, dessinant le western humoristique Tommy Tuller et la série space opera Akko, Roi des Planètes. Funcken publie dans Aventures illustrées (futur Bimbo), où il travaille jusqu’en février 1943, époque de son enrôlement forcé au S.T.O..
Après une trentaine de numéros, Aventures Illustrées fusionne avec L'Éclair, autre revue bruxelloise de bande dessinée, éditée par ESPES dont l'auteur principal est Fred Funcken. Son rôle est majeur dans le magazine fusionné, maintenant appelé Bimbo-Aventures illustrées. Marcel Moniquet rejoint également Studio Guy, il reprend Tommy Tuller. En raison de son contenu anglophile, les nazis interdisent Bimbo en septembre 1942, mettant fin à la première diffusion du magazine après 83 numéros. Pour conclure les histoires en cours, deux autres numéros et un annuel paraissent l'année suivante.

### Bimbo
Peu après la Libération belge, en octobre 1944, Bimbo revient en kiosque ; initialement uniquement en langue française. Marcel Moniquet et Fred Funcken retournent dans l'atelier de Depière, tandis que l'équipe est renforcée par Maurice Tillieux, Fernand Cheneval âgé de dix-sept ans, et un dessinateur sous le pseudonyme de Zouc. La plupart des séries reparaissent, telles que Tommy Tuller, Bimbo et Akko. Parmi les nouvelles séries figuraient la série humoristique Bricole et le futuriste Robin Moderne. Utilisant des noms de plume comme Oncle Guy et Guy de Falais, Depière garde un strict contrôle sur le contenu du magazine. Il écrit et édite des histoires, tout en laissant ses auteurs les dessiner sous des pseudonymes anglicisés. Par exemple, Funcken signe son travail Fred Gu, Fred Dye, Dick John's, Ranch, Mac Bones, Léo Lyon et Hector Hugo, tandis que Tillieux utilise les pseudonymes John Cliff, James Jhames, Ronald Scott et Jill Morrison. Une autre série notable de Bimbo est Joë la Tornade (1948-1950), une série d'aventures d'un enquêteur français dans les îles du Pacifique, scénarisée par Jean-Michel Charlier et Victor Hubinon, qui pour l'occasion utilisent le pseudonyme commun Charvick.

### JeepetBlondine
En juin 1945, Guy Depière lance un autre magazine, Jeep, destiné aux jeunes garçons. Toute son équipe s'est jointe à la production, avec notamment Maurice Tillieux qui est devenu un dessinateur de premier plan avec des séries comme La Bande Infernale et Zouzou et Zourzou. Les nouveaux dessinateurs sont Fernand Dineur et Albert Weinberg, ce dernier étant l'assistant Jean-Michel Charlier et Victor Hubinon. En avril 1946, Jeep s'accompagne d'un supplément pour les filles, dénommé Blondine. La série est dessinée par Marcel Moniquet sous le pseudonyme d'Odette Lachaumière.

### Disparition
Les versions néerlandaises de Bimbo et de Jeep sont lancées en juillet 1945, mais ont une vie éphémère et disparaissent dans l'année. À partir de 1945, Studio Guy publie également des collections d'albums de Bricole, Robin Moderne et Bimbo, Romarin et Miksy. Cependant, ni Bimbo ni Jeep ne peuvent rivaliser avec les autres revues de bande dessinée belges d'après-guerre, telles que Spirou, Tintin, Wrill, Bravo ! et Story. Le dernier numéro de Jeep-Blondine paraît en février 1947, Bimbo se maintient jusqu'en avril 1949. La plupart des auteurs de Studio Guy dont Maurice Tillieux, Albert Weinberg, Fred Funcken et Marcel Moniquet trouvent un emploi dans un nouveau magazine de bande dessinée Héroïc-Albums lancé à la mi-1945 par Fernand Cheneval.

### Dernières années
Délaissant l'édition, Guy Depière se tourne vers la réalisation d'aquarelles et d'affiches pour la Holland-America Line, la malle Ostende-Douvres, ou encore l'illustration d'une brochure pour le SS Baudounville de la Compagnie maritime belge en 1957. Il meurt en 1964.

## Œuvre

### Illustration
- Le Whisky électrique. Roman bacchique et peut-être anticipatif[8] de Claude Fanchon, Éditions Guy, Bruxelles, 1941.

## Postérité
Selon Liliane Funcken : « Guy Depière, le rédacteur en chef de Bimbo, était à la fois très courtois et parfaitement malhonnête. Il s’adjugeait le contrôle total sur les séries, en particulier sur les droits d’auteur. Il retouchait les dessins d’un affreux trait gras afin d’y mettre sa « signature » et affublait ses dessinateurs de pseudonymes interchangeables afin de mieux noyer toute prétention future à la paternité de telle ou telle œuvre. ».

#### Livres
: document utilisé comme source pour la rédaction de cet article.
- Jean Van Hamme, Introduction à la bande dessinée belge, Bruxelles, Bibliothèque royale de Belgique, 1968, 80 p., ill. ; 26 cm (lire en ligne), p. 15[catalogue] publié à l'occasion de l'exposition La bande dessinée en Belgique, Bibliothèque Albert Ier, [Bruxelles], du 29 juin au 25 août 1968.
- Claude Moliterni, Histoire mondiale de la bande dessinée, Paris, P. Horay, 1989, 315 p., ill. ; 37 cm (ISBN 978-2705800970 et 2705801650, OCLC 300909966), p. 157-158 lire sur Google Livres
- Thierry Martens, L'Aventure des Héroïc-Albums, Charleroi, Éditions de l’Âge d’Or, décembre 2011, 264 p., ill. ; 31 cm (ISBN 9782930556086, OCLC 893801951, présentation en ligne).
- Frans Lambeau, « Depière, Guy », dans Dictionnaire illustré de la bande dessinée belge : de la libération aux fifties (1945-1950), Liège, Les Éditions de la Province de Liège, 2016, 327 p., ill. ; 27 cm (ISBN 9782390100294 et 2390100295, OCLC 949771202, présentation en ligne), p. 90-91. .